# Entrenador
El entrenador, entrenador deportivo o director técnico (DT) es la persona encargada del entrenamiento físico, mental y técnico de un atleta o de un grupo de deportistas. Su gestión del personal es muy importante para la organización de un club deportivo. Si es el entrenador de una selección absoluta, se encargará —como seleccionador— de elegir a los mejores jugadores con el fin de conformar el mejor equipo.

## Funciones básicas
El término «entrenador» hace clara referencia al entrenamiento, fase en la que el deportista se prepara y adecua para disputar una prueba. A principio es lógico pensar que un deportista puede prepararse solo; sin embargo, el entrenamiento exige numerosos conocimientos que van más allá de la propia aptitud y adecuación físicas. Dado que esta preparación puede referirse a una única prueba o a una temporada donde se disputan varias de esas pruebas, en cuyo caso se deberán dosificar las sesiones y plantear distintos tipos de entrenamiento en función a las necesidades, la presencia del entrenador facilita, e incluso asegura, un nivel de competitividad óptimo.
Además de la propia preparación física y técnica, el entrenador puede ejercer una labor psicológica, aportando un apoyo importante al deportista, sobre todo en competiciones de gran desgaste anímico y emocional.
A nivel de equipos, un entrenador tiene, además de las funciones anteriores, el deber de elegir las estrategias que sus deportistas deberán desarrollar en la siguiente prueba deportiva, a fin de explotar sus mejores virtudes y paliar sus defectos, así como, en su caso, contrarrestar al rival.
Otras funciones, no tan arraigadas a la persona del entrenador, son las de observar y estudiar a los rivales, contratar y descartar deportistas o desarrollar entrenamientos específicos, no orientados a la competición (por ejemplo, recuperación de lesionados). Estas funciones, en muchas ocasiones, las efectúan otros empleados.
En las selecciones nacionales, al entrenador se le llama «seleccionador», debido a que selecciona los jugadores que conforman una selección nacional.

## Entrenadores particulares

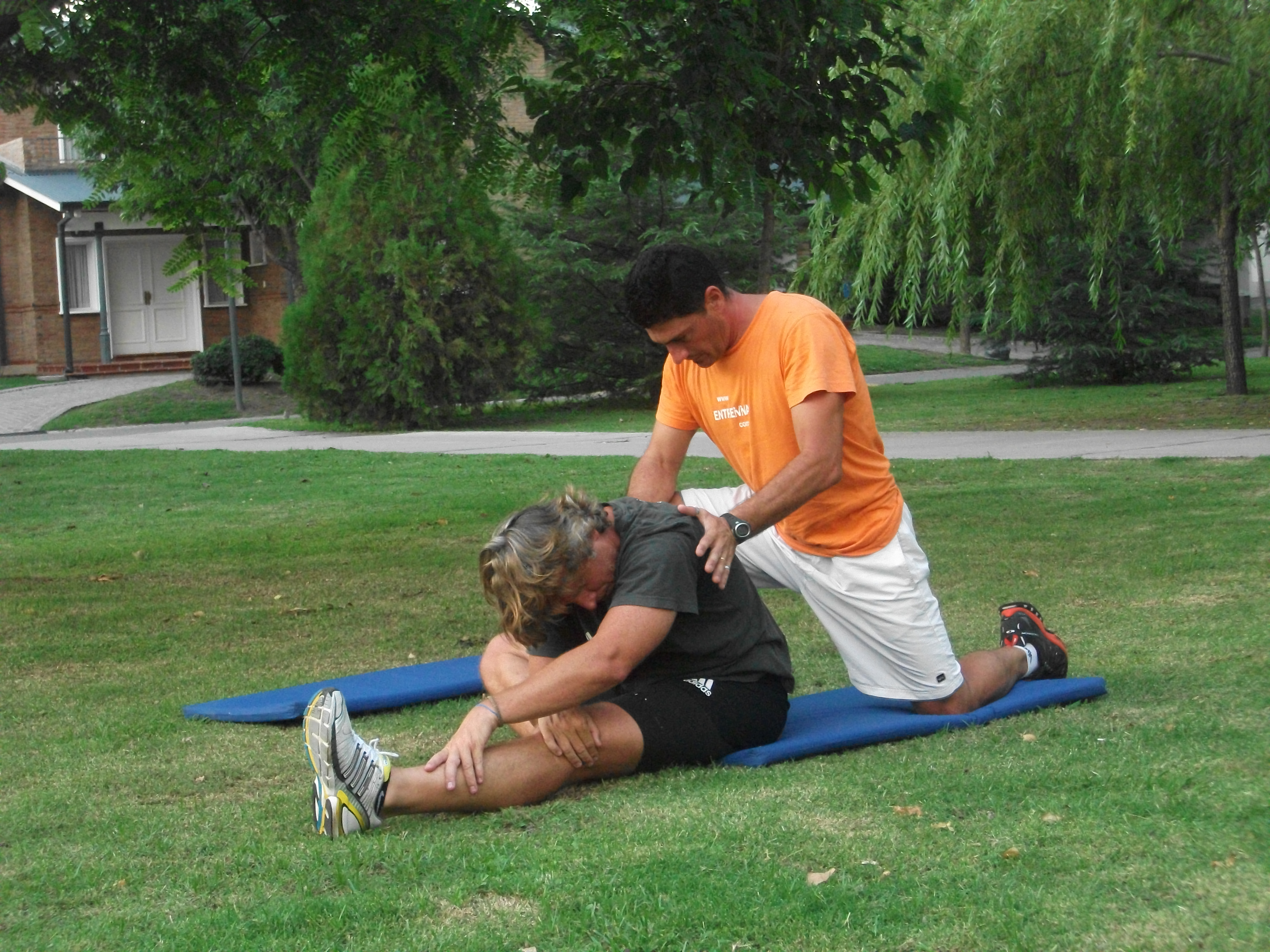
Entrenador particular

Los entrenadores particulares son los que preparan y dirigen el entrenamiento de un deporte individual. A este respecto, no es necesario que entrene únicamente a un deportista; por ejemplo, un entrenador de atletismo puede entrenar a varios atletas a la vez, sin que por ello deje de ser un deporte individual.
En la preparación de un deportista individual, el entrenador debe plantear actividades para mejorar la forma física y técnica. Ello implica, por un lado, diseñar y llevar a cabo ejercicios físicos que desarrollen dichas facetas, y, por otro, fomentar la adopción de hábitos de vida saludables, tales como alimentación, actividades de ocio e higiene personal.
En los deportes en que el deportista se enfrenta activamente a un rival, el entrenador tratará de estudiar la mejor estrategia para superarlo.

## Entrenadores de equipos

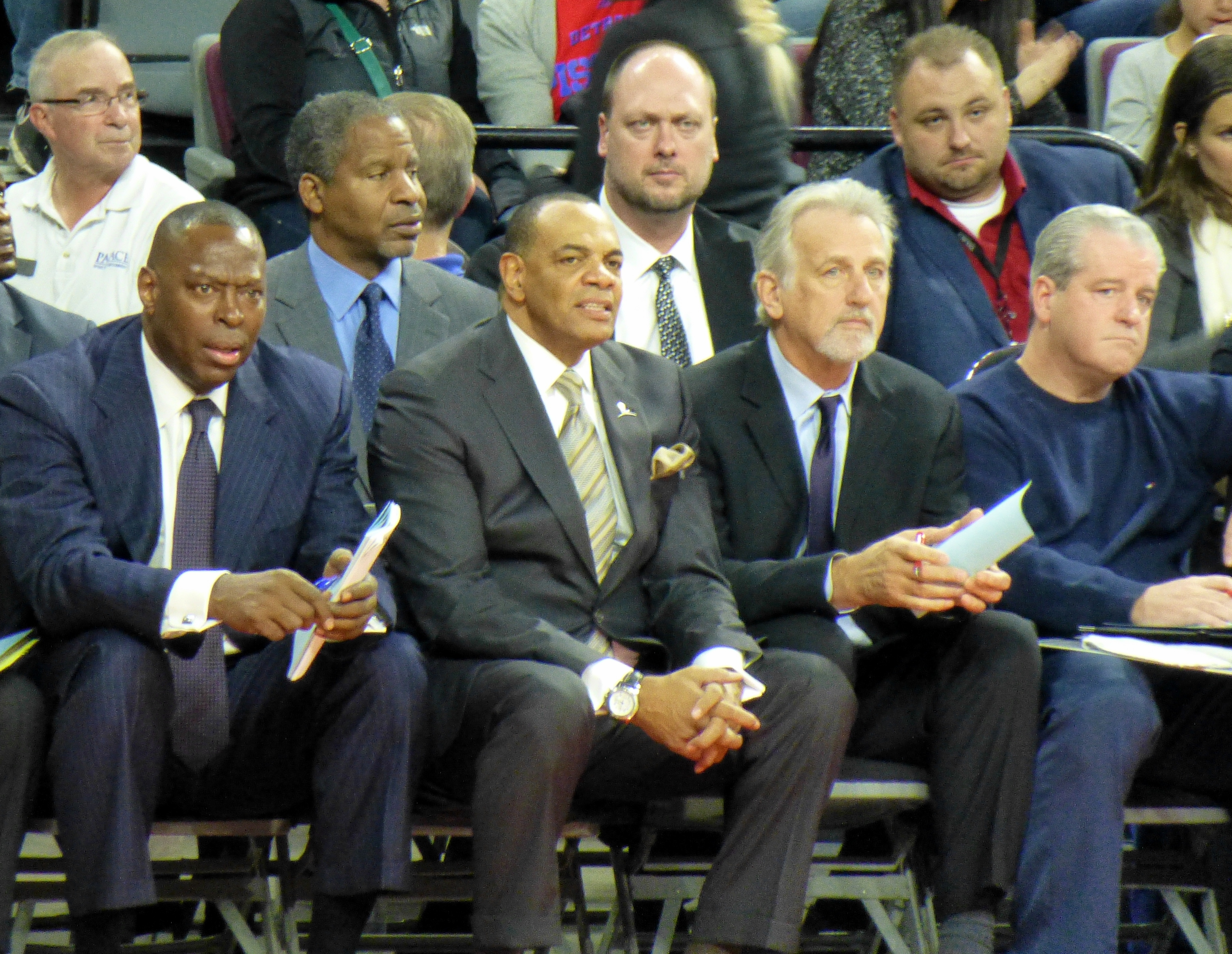
Entrenadores de baloncesto de los Brooklyn Nets

Un entrenador de equipo tiene exactamente las mismas responsabilidades que un entrenador particular, a las que hay que sumar las que son propias de la dirección de un colectivo.
En primer lugar, el entrenador ha de escoger qué deportistas son los que disputarán la siguiente prueba, seleccionando, según sus criterios, a aquellos con las aptitudes técnicas, físicas y anímicas que puedan dar el mejor resultado. A esta elección deberá sumarse el estudio de la estrategia adecuada, punto casi ineludible en cualquier deporte de colectivo. También, si así lo permite la competición, el entrenador es quien determina, mientras se disputa la prueba, qué estrategias ha de adoptar el equipo, si un deportista ha de ser sustituido y qué suplente le sustituye.
Los entrenamientos en un deporte de equipo se dividen en varios ejercicios, en los que predominan la técnica, la táctica y el físico. A ellos se suman otros ejercicios que, en los equipos de mayor categoría, están dirigidos por empleados subordinados al entrenador, tales como ejercicios de recuperación, de fisioterapia, etcétera. 
En aquellos deportes colectivos en los que existe un gran componente mediático a su alrededor, el entrenador ejerce de portavoz ante los medios de comunicación, a través de ruedas de prensa y otro tipo de intervenciones.

## Cualidades de un entrenador
Un buen preparador de deportistas debe reunir una amplia gama de cualidades y características. Podemos identificar ciertas habilidades que marcan la diferencia en favor de los buenos técnicos:
- Capacidad para motivar: el entrenador deportivo debe conocer hasta el último rincón emocional de sus deportistas. Este dominio de la personalidad de sus pupilos debe complementarse con una amplia formación en técnicas de motivación y reactivación del espíritu competitivo y del aprendizaje.
- Disciplina: debe lograr el acatamiento de unas normas de conducta y entrenamiento, a partir de la comprensión lógica de su utilidad por parte de los deportistas.
- Dominio de la estrategia: debe ser capaz de detectar los temores del adversario y hacérselos revivir en el momento oportuno, o en saber equilibrar adecuadamente las pautas de ataque y defensa que deben aplicarse en cada disputa competitiva.
- Control, evaluación y mejora continua: ser capaz de establecer sistemas eficientes de control del rendimiento y estar preparado para adoptar las medidas correctoras oportunas que permitan evolucionar el método de entrenamiento.

## Formación
Los entrenadores suelen recibir formación física, técnica, táctica, de manejo de grupos, de preparación anímica y legislación laboral y deportiva. Por lo general, en todos los deportes existen varias categorías de entrenadores, en función a sus conocimientos y a las responsabilidades que pueden asumir. Esta formación suele ser diseñada por las federaciones deportivas.